# Zakaria Bakkali
Zakaria Bakkali (Lieja, 26 de gener de 1996) és un futbolista belga que juga d'extrem al Ittihad Riadhi de Tànger.
L'agost de 2013 es va convertir en el jugador més jove en fer un hat-trick a un partit de l'Eredivisie, amb 17 anys i 196 dies.
En agost de 2013 va esdevenir el jugador més jove en fer un hat-trick a un partit de l'Eredivisie, amb 17 anys i 196 dies.